# Calgary Mustangs
El Calgary Mustangs fue un equipo de fútbol de Canadá que alguna vez jugó en la USL A-League, la desaparecida segunda división de los Estados Unidos.

## Historia
Fue fundado en el año 1983 en la ciudad de Calgary, Alberta con el nombre Calgary Storm para formar parte de la CPSL, aunque el equipo solamente jugó en esa temporada y posteriormente desapareció.

### Refundación
Fue refundado en el año 2001 como un equipo de expansión de la USL Premier Development League para la temporada 2001. En su primera temporada el club no solo ganó el título divisional, sino que también llegó a la final de la liga.
Como consecuencia de su primera temporada, el club decidió ascender dos niveles para jugar en la USL A-League y cambiar su nombre por el actual, logrando clasificar a los playoffs en su primera temporada y jugar por primera vez la Copa de Canadá, en la que fueron eliminados en la primera ronda.
Luego de ese año no regresaron a los playoffs, por lo que el club decidió en el año 2004 que no retornarían para la temporada 2005 y posteriormente desapareció a raíz del poco apoyo que tenía el club debido a la poca asistencia a los partidos y a la popularidad del equipo de hockey sobre hielo de la NHL Calgary Flames.

## Palmarés
- USL PDL Temporada Regular: 1

2001
- USL PDL Northwest Division: 1

2001

## Temporadas
| Año  | División | Liga         | Temporada Regular | Playoffs     | Open Cup     |
| ---- | -------- | ------------ | ----------------- | ------------ | ------------ |
| 1983 | 2        | CPSL         | 5º                | N / A        | N / A        |
| 2001 | 4        | USL PDL      | 1º, Northwest     | Final        | No clasificó |
| 2002 | 2        | USL A-League | 5º, Pacific       | 1.ª Ronda    | 3.ª Ronda    |
| 2003 | 2        | USL A-League | 4º, Pacific       | No clasificó | No clasificó |
| 2004 | 2        | USL A-League | 7º, Western       | No clasificó | No clasificó |

Fuente:

## Jugadores

### Jugadores destacados
| - Martin Dugas - Lars Hirschfeld | - Sean Fraser - Matthew O'Connor | - Walter Otta - Wojtek Zarzycki |